# Josef Novák (1900)
Josef Novák (20. října 1900 Kladno – 1974) byl český fotbalový útočník a reprezentant Československa. Československo reprezentoval také jeho starší bratr Jan Novák.

## Fotbalová kariéra
Za československou reprezentaci odehrál 30. května 1924 utkání 1. kola se Švýcarskem na olympijských hrách v Paříži, které skončilo prohrou 0-1. Hrál za SK Židenice, SK Kladno, AFK Union Žižkov, SK Rakovník a AC Sparta Praha.

## Ligová bilance
| Ročník                                     | Zápasy | Góly | Klub      |
| ------------------------------------------ | ------ | ---- | --------- |
| Mistrovství Českého svazu fotbalového 1919 | -      | -    | SK Kladno |
| CELKEM                                     | -      | -    |           |